# Coffinite
La coffinite è un minerale, chimicamente un nesosilicato di uranio.

## Abito cristallino
La Bilibinite è probabilmente una Coffinite metamictica.